# Zoreane, Rozivka
Zoreane (în ucraineană Зоряне) este un sat în comuna Kuznețivka din raionul Rozivka, regiunea Zaporijjea, Ucraina.

## Demografie
Componența lingvistică a localității Zoreane
     Ucraineană (93,47%)
     Rusă (6,01%)
     Alte limbi (0,52%)
Conform recensământului din 2001, majoritatea populației localității Zoreane era vorbitoare de ucraineană (93,47%), existând în minoritate și vorbitori de rusă (6,01%).